# Filatelie

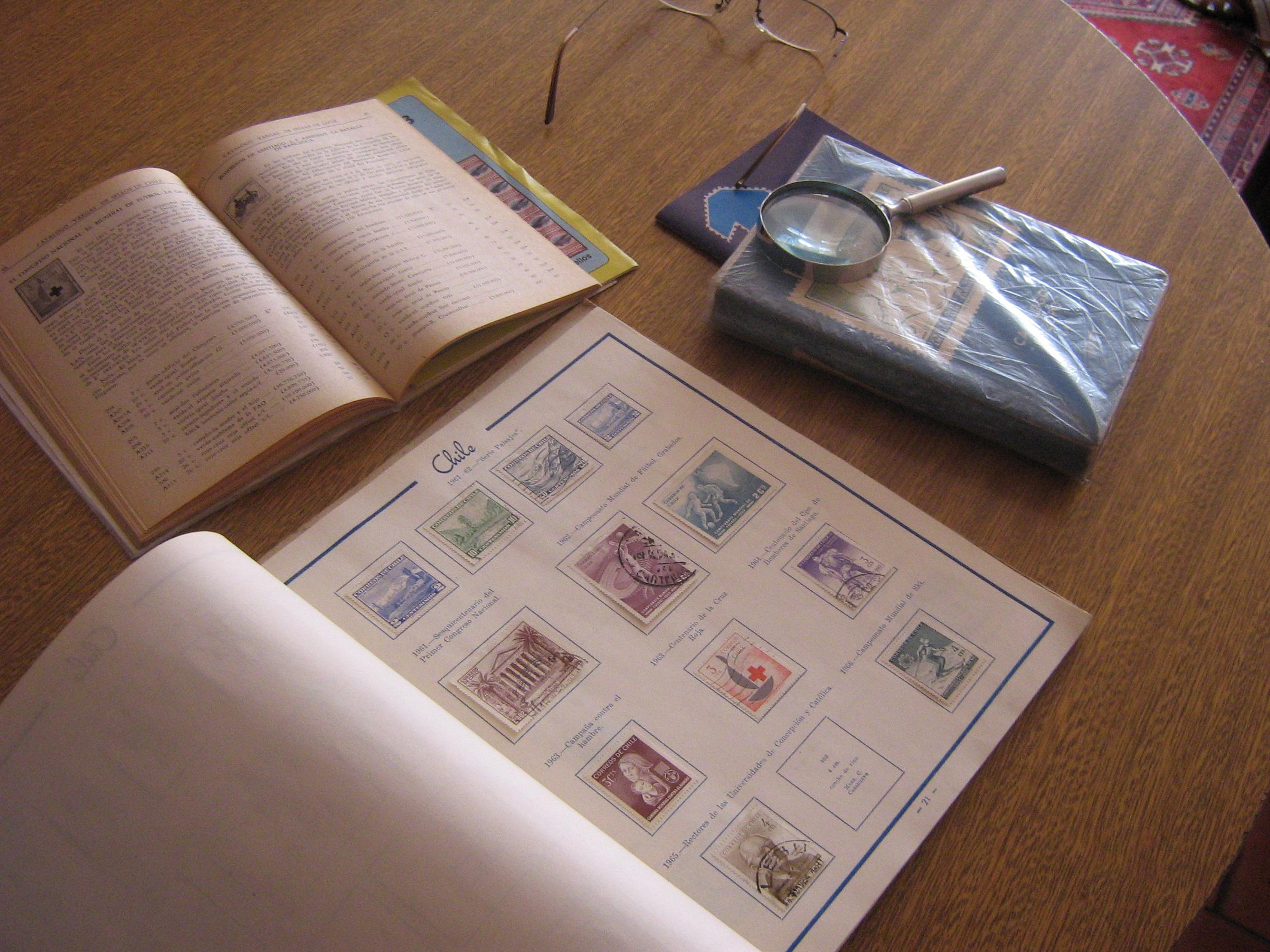

Filatelia se ocupă cu studiul mărcilor poștale și al timbrelor fiscale. Aceasta include modelul, producția și utilizarea timbrelor după ce le-a fost autorizată producerea de către autorități guvernamentale, cele mai comune fiind autoritățile poștale. Cu toate că mulți o confundă cu activitatea de a colecționa timbre, este o activitate distinctă. De exemplu, filateliștii vor studia mărci poștale extrem de rare nedeținându-le, ori din cauza costului, ori din cauza numărului foarte redus, pe când colecționarul poate alege să obțină și aranjeze timbrele fără a fi prea mult deranjat de origine sau uzură.

## Istoric

### Primii ani în filatelie

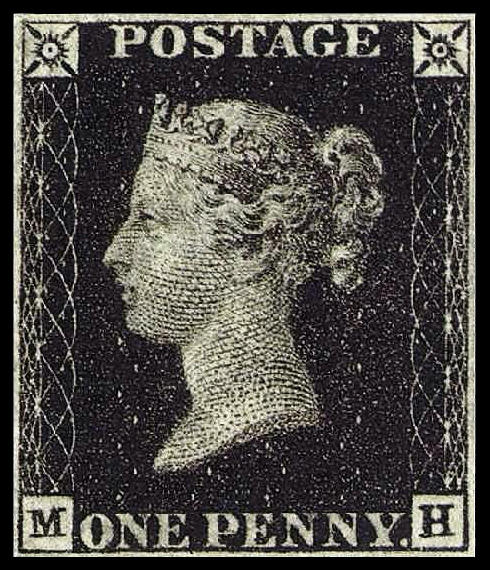
One Penny Black, primul timbru din lume

Filatelia a început să se dezvolte la scurt timp după apariția primului timbru poștal, așa-numitul Penny Black, care a fost emis în data de 6 mai 1840 în Marea Britanie. Introducerea timbrelor în celelalte țări a contribuit la răspândirea colecționării lor. La început timbrele erau colecționate pentru amuzament și erau utilizate de pildă pentru lipirea abajururilor de la becuri sau a tapetelor, ceea ce ducea aproape întotdeauna la distrugerea lor.
Cu timpul, oamenii au început să se ocupe mai atent de timbre, deși numărul timbrelor emise era încă foarte redus. Pentru colecționarii de atunci era important să-și formeze colecții generale, încercând să cuprindă într-o colecție toate timbrele din lume. Acest lucru ar fi de neimaginat în prezent, din cauza diferitelor emisiuni de timbre. În primii ani filateliștilor nu le stăteau la dispoziție materiale ajutătoare sau posibilități de păstrare a timbrelor în albume speciale, clasoare.

### Primele materiale ajutătoare pentru filateliști
În anul 1860 au apărut primele albume de timbre poștale din lume. Au fost inventate de filatelistul parizian Lallier și aveau forma unei mape care avea o învelitoare de piele. Pentru toate timbrele care au apărut în lume până la acel moment, pe paginile din partea dreaptă, era prevăzut un spațiu gol în care timbrul trebuia lipit. Pe paginile din stânga se afla stema, steagul și o scurtă descriere a geografiei țării care a emis timbrul.
Cel mai mare dezavantaj al acesor albume de timbre poștale consta în faptul că fiecare timbru trebuia lipit direct în album cu clei de oase și cauciuc arabic provenit de la copacul arabic de cauciuc. Cel care încerca să le dezlipească din album le distrugea. Mai mulți filateliști au început să se gândească la o modalitate mai bună de păstrare a timbrelor, iar o modalitate rațională a fost descoperită de-abia după 21 de ani, în anul 1881.
În 1861 au apărut primele cataloage pentru timbre. Britanicul Dr. John Edwars Gray și francezul din Straßburg, Berger-Levrault au realizat primele liste de timbre poștale. În aceeași perioadă s-au înființat și primele asociații de filateliști care organizau întâlniri la care colecționarii puteau lua parte pentru a face schimb de experiență, cunoștințe și de timbre.

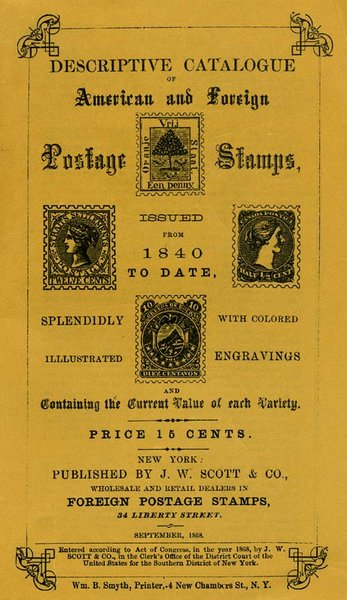
Coperta primului catalog Scott din anul 1868

În anul 1862 au apărut primele reviste filatelice. Prima revistă de filatelie, "The Monthly Advertiser", a apărut în 15 decembrie 1862 în Anglia. La scurt timp au apărut primele reviste de specialitate și în Germania și în Austro-Ungaria. Prima revistă de filatelie din Germania s-a numit "Magazin für Briefmarkensammler" și a fost tipărită pentru prima oară în 1 mai 1863 de magazinul de monede și antichități Zschiesche & Köder din Leipzig.
Revistele filatelice sprijineau în primul rând schimbul de timbre poștale între filateliști, scriau rapoarte cu privire la noile emisii din toată lumea și informau pe colecționari despre tot ce merita să se știe despre filatelie.
În anul 1881 au apărut primele falțuri pentru timbre. Acesteau rezolvau pe termen lung problema păstrării timbrelor. Falțurile pentru timbre au fost emise pentru prima oară de către Dauth comerciantul din Frankfurt de timbre poștale. Erau numite "Marken-Charniere", iar primele 1000 de bucăți care au apărut în lume costau doar 75 Pfennig.

## Filatelia în România
Cea mai valoroasă piesă filatelică românească este „Zimbrulu și Vulturulu”, un ziar tipărit la Iași, în anul 1858, care este francat cu opt mărci de 5 Parale Cap de bour, emisiunea a II-a.
În anul 2012, Poșta Română deținea o colecție de peste 15 milioane de mărci poștale românești și străine, precum și alte piese filatelice importante, în valoare de 700 milioane de euro.